# 木内石亭
木内 石亭（きうち/きのうち せきてい、享保9年12月1日（1725年1月14日） - 文化5年3月11日（1808年4月6日））は、江戸時代の奇石収集家、本草学者。幼名は幾六。諱は重暁。

## 人物

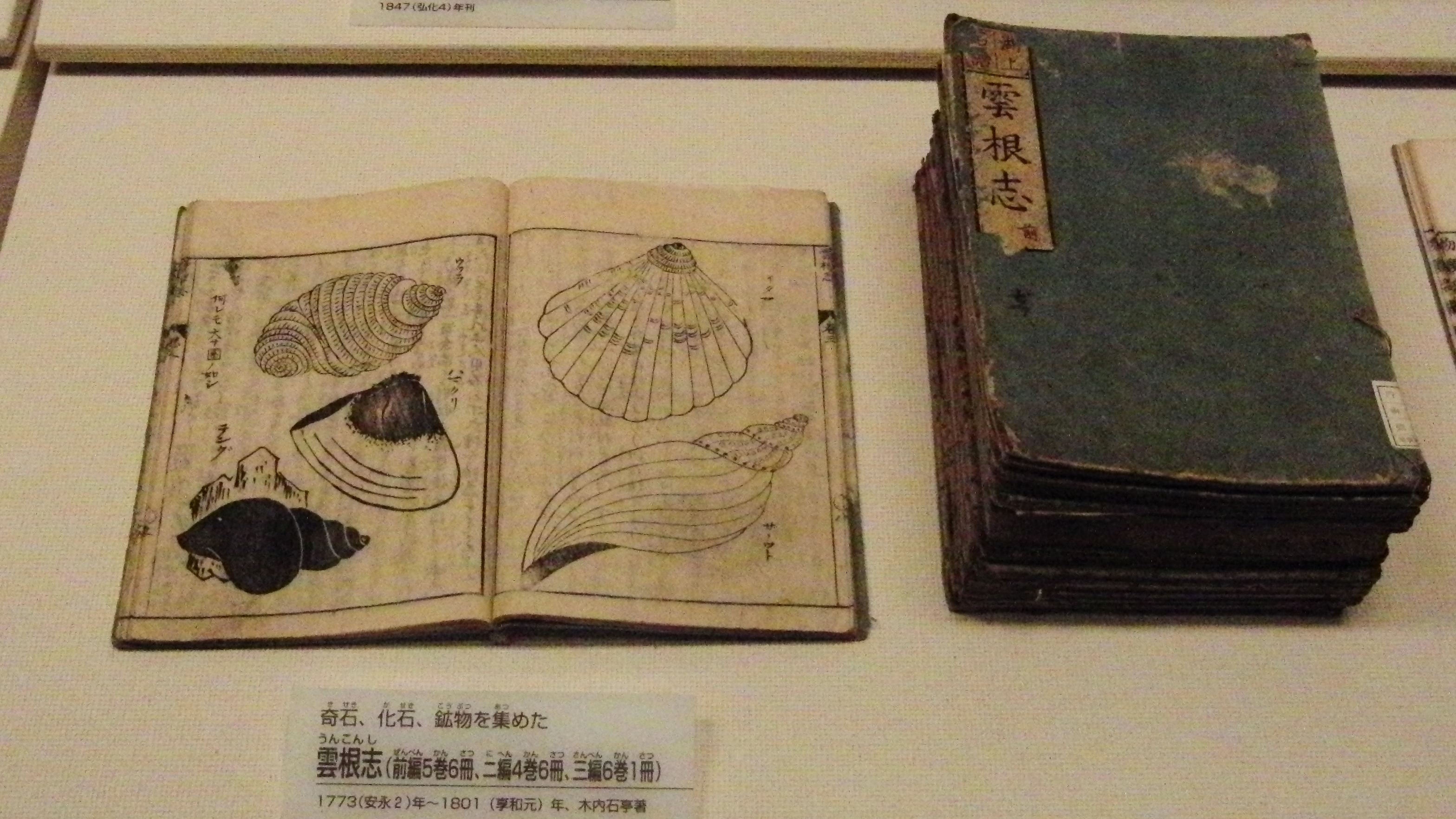
『雲根志』。1773（安永2）年 - 1801（享和元）年刊、木内石亭著。国立科学博物館の展示。

近江国志賀郡下坂本村（現滋賀県大津市坂本）に生まれる。捨井家に生まれるが、母の生家である木内家の養子となる
。養子先の木内家は栗太郡山田村（現・草津市）にあり、膳所藩郷代官を務める家柄だった。ところが20歳の時、罪に連座して禁固3カ年に処された。その3年間は歳月が過ぎるのを忘れて石に集中していた。そして、石に集中する自分を自覚した。出身地の近江南部は名石や奇石の産出で知られており、「弄石」（ろうせき）趣味が流行していた。そのころから「奇石」への道を本格的に始めた。
本草学を拡大した「物産学」が登場し、江戸・京都・大坂などで物産会が開かれるようになり、木内も参加した。
宝暦元年（1751年）、大坂に赴き津島如蘭（桂庵）から本草学を学んだ。津島塾では木村蒹葭堂と同門。宝暦6年（1756年）には江戸に移り、田村元雄（藍水）に入門。同門下の一人平賀源内らと交流した。
11歳の頃から珍石奇石に興味を抱き、諸国を精力的に旅して、2000種を超える石を収集した。収集した奇石のなかには鉱物や石製品、石器や化石も含まれており、分類や石鏃の人工説も唱えており、考古学の先駆者とも評される。
また「弄石社」を結成し、諸国に散らばっている愛好家達の指導的役割を果たした。享和3年（1803年）の弄石社中名簿は全国の弄石家、通計156人の姓名を在住地、号、専門分野とともに掲げる。
著作に『雲根志』

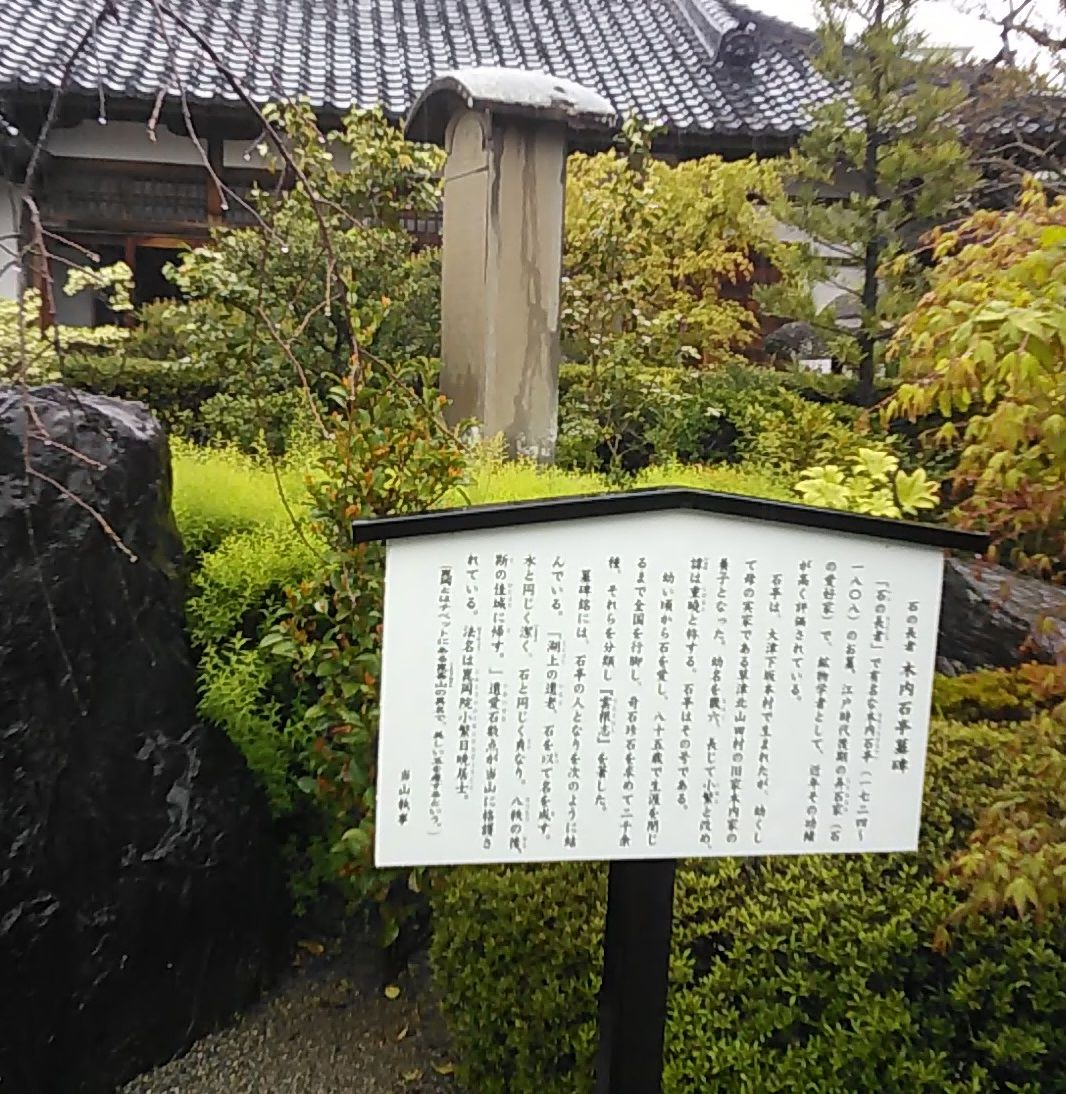
木内石亭の墓(守山市本像寺)

や『奇石産誌』等があり、シーボルトが著書『日本』を記すにあたっては、石器や曲玉について石亭の研究成果を利用している。中山道守山宿の本像寺（滋賀県守山市今宿一丁目）に墓がある。